# Александр Невский (фрегат)
«Александр Невский» — винтовой фрегат 50-пушечного ранга военно-морского флота Российской империи, последний русский боевой корабль, построенный из дерева.
Седьмой боевой корабль Русского флота с таким наименованием.

## Проект
«Александр Невский» был вторым и завершающим судном в серии типа «Дмитрий Донской», созданного на основе чертежей фрегата «Генерал-адмирал» американской постройки. Конечный проект был разработан корабельным инженером И. С. Дмитриевым.
Корабль предназначался для длительного крейсерства в отдалённых районах Мирового океана.

## История постройки
Фрегат строился «с подряда» — то есть, организацией постройки по договору занималось частное лицо. Для этого последнему предоставлялось стапельное место на одном из государственных судостроительных заводов и необходимые материалы.
23 сентября 1858 года был подписан контракт с купцом 1-й гильдии С. Г. Кудрявцевым (до этого уже построившим для флота фрегат «Аскольд»), который взялся построить корпус нового фрегата за 170 000 рублей серебром.
12 января 1859 года на стапеле казённой Охтинской верфи в пригороде Санкт-Петербурга С. Г. Кудрявцевым были выставлены «первые дерева киля». Строительство начал корабельный инженер полковник И. С. Дмитриев. 2 мая 1859 года строящийся фрегат был внесён в списки флота, и в этот же день приказом Управляющего Морским министерством ему было присвоено наименование в честь Александра Невского. Механизмы были заказаны Адмиралтейским Ижорским заводам в Колпино. Однако в дальнейшем их переадресовали на броненосный фрегат «Севастополь», а механизмы «Севастополя» стоимостью 400 000 рублей производства Механического и литейного завода Берда передали на «Александр Невский». Строительство фрегата заканчивал штабс-капитан А. А. Свистовский.

21 сентября 1861 года фрегат был спущен на воду. 4 октября его привели в плавучем доке в Кронштадт, а 14 октября поставили в сухой док и приступили к обшивке подводной части медными листами, монтажу механизмов и вооружения. 14 июня 1863 года фрегат «Александр Невский» под командованием капитана 1-го ранга А. Н. Андреева начал кампанию, подняв флаг и вымпел. 26 июня корабль с комиссией морского ведомства проходил паровую пробу механизмов. На мерной миле фрегат развил среднюю из двух пробегов скорость 11,77 узлов при средней индикаторной мощности машины 2556 л. с.

## Характеристики
Для постройки корпуса было израсходовано 7400 м³ дуба (курляндского, казанского, прусского и итальянского); более 2000 м³ лиственницы; более 1000 м³ сосны; 300 т железа; 57 т меди; более 30 т пеньки. Общую прочность корпуса обеспечивали диагональные железные связки и особое подкрепление днища. Соотношение длины к ширине корпуса составило 5,3:1. По проекту фрегат имел водоизмещение в нормальном грузу 4562 т (что было на 110 т больше, чем предусматривалось спецификацией) при длине корпуса 82,91 м и ширине 15,54 м. Осадка носом 6,50 м, кормой 7,54 м. Высота надводного борта до уровня коечных стоек — 6,7 м, клотика — 53 м, салинга — 34,4 м, марса — 18,3 м.
Команда корабля составляла 705 человек, из них — 41 офицер. Максимальная численность экипажа достигала 750 человек, в том числе 48 офицеров.

### Движитель
На трёх мачтах размещались паруса, которые являлись главным движителем. Также движителем являлся двухлопастный подъёмный гребной винт в специальной коробке, который приводился в движение горизонтальной двухцилиндровой паровой машиной низкого давления простого расширения с нарицательной мощностью 800 л. с. и индикаторной мощностью 2556 л. с. производства завода Берда. Шесть коробчатых котлов вырабатывали пар рабочим давлением до 1,5 атмосферы. Дымоходы котлов выводились в одну широкую и низкую трубу, которая убиралась в специальную шахту при ходе под парусами. Запас угля составлял 500 т. Предполагалось, что его должно было бы хватить на 1500 миль при 11 узлах.
Расчётная скорость под парами была 12 узлов.

### Вооружение
Вооружение нового фрегата составила 51 чугунная бомбическая пушка системы Дальгрена калибром 60 фунтов (196 мм) — 23 «длинных» (№ 1) и 28 «коротких» (№ 2). При углах возвышения в 20°, они стреляли на дальность 3,8 км и 2,8 км соответственно. Орудия размещались на закрытой батарее, по 17 орудийных портов на каждый борт, и на верхней палубе.

## Служба
В 1863 году была создана Особая эскадра Атлантического океана парусно-винтовых кораблей под командованием контр-адмирала С. С. Лесовского. В состав эскадры были включены: фрегаты «Александр Невский» — флагманский корабль (51 пушка, капитан 1-го ранга М. Я. Федоровский), «Пересвет» (51 пушка, капитан-лейтенант Н. В. Копытов); корветы «Варяг» (17 пушек, капитан-лейтенант Р. А. Лунд), «Витязь» (17 пушек, капитан-лейтенант О. К. Кремер); клипер «Алмаз» (7 пушек, капитан-лейтенант П. А. Зеленой).
Действия эскадры были определены секретной инструкцией, которую контр-адмирал С. С. Лесовский получил от Управляющего Морским министерством Н. К. Краббе 14 июля 1863 года. По инструкции эскадра должна была скрытно пройти Балтику, Северное море и прибыть в Нью-Йорк. Уголь для эскадры доставляли транспорты «Артельщик» и «Красная горка». Именно ими во время этого перехода была выполнена первая в истории Российского флота передача угля в мешках через борта кораблей на ходу. В Нью-Йорке к эскадре должен был присоединиться фрегат «Ослябя» (45 пушек, капитан 1-го ранга И. И. Бутаков). Позже этот поход в истории получил название «Первая экспедиция русского флота к берегам Северной Америки». В случае начала боевых действий между Россией и Англией эскадра должна была действовать на торговых путях Великобритании и противостоять боевым кораблям Англии. Если же война началась бы ещё на переходе, то каждый корабль имел отдельное распоряжение следовать в определённый ему район крейсерства. Так, «Александр Невский» должен был крейсировать в Северной Атлантике на линии Ливерпуль — Нассау, «Пересвет» на пути из Англии в Ост-Индию, «Ослябя» в районе Азорских островов, «Варяг» на пути из Англии в Южную Америку, «Витязь» на пути от мыса Доброй Надежды до острова Святой Елены, «Алмаз» — в центральной части Атлантического океана.
25 июня 1863 года император Александр II подписал высочайшее разрешение на посылку эскадры к берегам Северной Америки. 18 июля эскадра покинула Кронштадт и 23 июля стала на якорь в проливе Малый Бельт. Во время перехода машина на «Александре Невском» дала сбой, и его под буксиром ввёл в пролив «Пересвет». 13 сентября «Александр Невский» и «Пересвет» прибыли на рейд Нью-Йорка, где уже находился фрегат «Ослябя». К вечеру этого же дня подошли «Варяг» и «Витязь». 29 сентября прибыл «Алмаз». По приходе в Нью-Йорк, команда «Александра Невского» была истощена из-за недостатка свежих продуктов, и на борту многие страдали от скорбута (цинга). За время перехода на фрегате умерло 5 человек.
Эскадра оставалась в Нью-Йорке до 15 ноября, когда «Ослябя», «Варяг», «Витязь» и «Алмаз» отправились в Атлантик-Сити и далее в Хамптон к крепости Монро, куда прибыла 13 декабря. 17 декабря «Александр Невский» и «Пересвет» прибыли прямо из Нью-Йорка. После пополнения запасов, «Александр Невский», «Витязь» и «Пересвет» 29 декабря вышли в Карибское море и Мексиканский залив, имея индивидуальные распоряжения.
Крейсерство у американских берегов продолжалось до 4 июня 1864 года. После выполнения поставленных задач, «Александр Невский» некоторое время ремонтировался в порту Нью-Йорка, после чего 14 июля 1864 года взял курс на Гибралтар.
Около полугода фрегат возглавлял эскадру русских судов в Средиземном море, начальником которой стал контр-адмирал С. С. Лесовский, а 21 мая 1865 года «Александр Невский» благополучно вернулся в Кронштадт.
Кроме всего, на его борту в Россию было доставлено тело умершего за границей цесаревича Николая Александровича.
Следующая заграничная кампания «Александра Невского» началась 25 мая 1867 года.
В этом плавании фрегат посетил Канары и острова Зелёного Мыса, затем присоединился к отряду русских судов в греческих водах (начальник отряда — контр-адмирал И. И. Бутаков). Отряд занимался спасением греческих повстанцев, воевавших с турками на Крите.
В дальнейшем фрегат проходил докование в Тулоне, откуда 18 июня 1868 года направился в Поти, где принял на борт Великого Князя Алексея Александровича.
В августе «Александр Невский» направился на Балтику, по пути посетив Пирей.

## Гибель корабля
В ночь с 12 на 13 сентября 1868 года, следуя под всеми парусами Ютландским проливом, южнее маяка Ханстхольмен в 2 милях от города Лемвиг корабль на 10-узловом ходу выскочил на прибрежную косу. Координаты крушения: 56°41′01″ с. ш. 8°07′57″ в. д.
Причиной трагедии считаются несогласованные действия командования.
Возглавлявший поход вице-адмирал К. Н. Посьет в ту штормовую ночь решил идти в пролив Скагеррак под парусами, без использования парового двигателя. Командир фрегата капитан 1-го ранга Оскар фон Кремер посчитал такое решение неверным, однако не мог перечить Посьету.
Вот что сообщил в дальнейшем о случившемся командир фрегата:
Я вдруг увидел в правой стороне чёрную полосу близ фрегата и тотчас же скомандовал «Право на борт!». Но в тот же момент фрегат сильно ударился кормой, а волна, ударяя в левый борт, вкатилась на шканцы… Это случилось в 2.30 утра… Вслед за первым ударом последовал второй, ещё сильнее, а потом и третий. Адмирал, все офицеры и команда выбежали наверх моментально… Сила удара, свежесть ветра… и близость берега не позволяли сомневаться, что нет ни малейшей надежды снять фрегат… Адмирал приказал рубить мачты… В то же время лейтенанты Его Императорское Высочество Алексей Александрович, Ден, Вишилов и прочие офицеры… занимались устройством плотов…
Попытка спустить шлюпку и завести трос на берег закончилась трагедией — погибли два офицера, квартирмейстер и два матроса. Наконец, трос завести удалось.
К фрегату пришла спасательная лодка… Я отправил на ней больных и лейтенанта Тудора, который знал шведский язык… На предложение генерал-адъютанта Посьета отправиться на катере… Алексей Александрович положительно отказался, не желая оставить фрегат из первых". Только когда связь с берегом была налажена и начался своз команды, Его Императорское Высочество, видя, что есть надежда спасти и других, согласился уехать… На берегу адмирал был встречен… командою, стоявшей во фронт… и тотчас же приказал отслужить молебен, а затем панихиду по погибшим товарищам.

Виновников нелепой гибели фрегата император по семейному великодушию освободил от всякой ответственности (Посьет, который был наставником и воспитателем цесаревича Алексея — будущего генерал-адмирала, отделался выговором в приказе).
В Дании хранят память об этом событии в истории российского флота. В порту города Тюборён (северо-западное побережье Ютландии) стоит на постаменте один из якорей фрегата «Александр Невский». В музее соседнего городка Лемвиг есть отдельный раздел, посвященный этому происшествию. На церковном кладбище городка Харбор есть братская могила, в которой покоятся три моряка — квартирмейстер унтер-офицер Одинцов, матросы Шилов и Поляков, погибшие во время спасения экипажа «Александра Невского» (тела ещё двух офицеров, погибших при этом, были перевезены в Россию).
На скромном надгробном камне надпись — «Они пошли на смертельный риск ради спасения своих товарищей. Господи, да упокой их души»
Начавшиеся вскоре шторма нанесли корпусу сильные повреждения, и 2 ноября 1868 года фрегат был исключён из списка судов флота и морского ведомства.
В 1869 году остатки фрегата продали на слом за 16 108 рублей, но к работам по утилизации судна новые владельцы по каким-то причинам приступили только в 1900 году.
Так закончилась история последнего деревянного фрегата русского флота.
Российский флот учёл уроки этой катастрофы. В списке других соображений, предоставленных в результате расследования причин гибели «Александра Невского», особое внимание обратили на меры по безопасности плавания в штормовых условиях.
К. Н. Посьет стал организатором созданного в России в 1872 году Общества спасения на водах.

## Фрегат «Александр Невский» в искусстве
- Знаменитый русский поэт князь Петр Андреевич Вяземский, встречавший в Ницце на борту фрегата новый 1865 год, посвятил кораблю стихотворение «Фрегат „Александр Невский“». В том же году поэт написал стихотворение «Вечером на берегу моря», посвященное траурному плаванию фрегата из Ниццы в Кронштадт с телом покойного великого князя Николая Александровича.
- Известны две картины знаменитого русского художника-мариниста А. П. Боголюбова, посвященные гибели фрегата «Александр Невский».

В своих «Записках моряка-художника» Боголюбов так вспоминал об этом:
На одном из вечеров у цесаревича получено было известие о крушении у берегов Дании фрегата «Александр Невский», на котором плавал В.Кн. Алексей Александрович. Фрегат раскатало вдребезги, но Его Высочество благополучно спасся от гибели. Событие это по приказанию Государя императора я написал в двух картинах, составляющих собственность генерал-адмирала. Это — «Выход Великого Князя из катера в бурунах» и «Благодарственный молебен вечером после крушения на берегу». Для этого я отправился в Данию, где написал этюды местности и бурунов, а фрегат уже видел по частям, выброшенный на берег. На обратном пути я заехал в Копенгаген, был принят королём и королевой, завтракал у них, получил письма и некоторые посылки, с которыми и вернулся в Петербург